# Tanjung Leban (Kubu)
Tanjung Leban is een bestuurslaag in het regentschap Rokan Hilir van de provincie Riau, Indonesië. Tanjung Leban telt 1298 inwoners (volkstelling 2010).